# Finales NBA 1997
Navigation
Finales 1996 Finales 1998
Les finales NBA 1997 sont la dernière série de matchs de la saison 1996-1997 de la NBA et la conclusion des séries éliminatoires (playoffs) de la saison. Le champion de la conférence Est, les Bulls de Chicago rencontrent le champion de la conférence Ouest, le Jazz de l'Utah. Chicago possède l'avantage du terrain. 
Les Bulls ont remporté la série 4-2. Pour la cinquième fois en autant d'apparitions en finale, Michael Jordan a été nommé MVP des finales de la NBA. 

## Contexte

### Bulls de Chicago
Pour les Bulls de Chicago, la campagne était presque identique à leur saison précédente, les Bulls ont réussi à remporter 69 matchs au cours de la saison régulière.
En playoffs, les Bulls ont éliminé les Bullets de Washington au premier tour, battu les Hawks d'Atlanta en cinq matchs au deuxième tour, puis battu le Heat de Miami en cinq matchs lors de la finale de la conférence Est.

### Jazz de l'Utah
Le Jazz a émergé dans la Conférence Ouest au cours des années 1990, propulsé par son duo All-Star, avec le meneur John Stockton et l'intérieur Karl Malone. Ils ont accédé à la finale de la conférence Ouest à deux reprises entre 1992 et 1996, mais ont perdu à chaque occasion.
Cependant, une histoire différente a été écrite pour la saison 1996-1997. Propulsé par le MVP de la ligue Karl Malone, avec le talentueux John Stockton, le Jazz s'est finalement imposé au sommet de la conférence Ouest, terminant avec un record de franchise de 64 victoires.
En playoffs, l'Utah a éliminé les Clippers de Los Angeles au premier tour, puis les Lakers de Los Angeles en cinq matchs au deuxième tour. Enfin, ils viendront à bout des Rockets de Houston en six matchs, pour accéder à la première finale NBA de l'histoire de la franchise.

## Résumé de la saison régulière
| Champion de division | Qualifié pour les playoffs | Non qualifié pour les playoffs |

### Par conférence
| Conférence Est | Conférence Est         | Conférence Est | Conférence Est | Conférence Est |
| No             | Franchise              | Vic.           | Déf.           | PCT            |
| -------------- | ---------------------- | -------------- | -------------- | -------------- |
| 1              | Bulls de Chicago C     | 69             | 13             | 84.1           |
| 2              | Heat de Miami          | 61             | 21             | 74.4           |
| 3              | Knicks de New York     | 57             | 25             | 69.5           |
| 4              | Hawks d'Atlanta        | 56             | 26             | 68.3           |
| 5              | Pistons de Détroit     | 54             | 28             | 65.9           |
| 6              | Hornets de Charlotte   | 54             | 28             | 65.9           |
| 7              | Magic d'Orlando        | 45             | 37             | 54.9           |
| 8              | Bullets de Washington  | 44             | 38             | 53.7           |
|                |                        |                |                |                |
| 9              | Cavaliers de Cleveland | 42             | 40             | 51.2           |
| 10             | Pacers de l'Indiana    | 39             | 43             | 47.6           |
| 11             | Bucks de Milwaukee     | 33             | 49             | 40.2           |
| 12             | Raptors de Toronto     | 30             | 52             | 36.6           |
| 13             | Nets du New Jersey     | 26             | 56             | 31.7           |
| 14             | 76ers de Philadelphie  | 22             | 60             | 26.8           |
| 15             | Celtics de Boston      | 15             | 67             | 18.3           |

| Conférence Ouest | Conférence Ouest          | Conférence Ouest | Conférence Ouest | Conférence Ouest |
| No               | Franchise                 | Vic.             | Déf.             | PCT              |
| ---------------- | ------------------------- | ---------------- | ---------------- | ---------------- |
| 1                | Jazz de l'Utah            | 64               | 18               | 78.0             |
| 2                | SuperSonics de Seattle    | 57               | 25               | 69.5             |
| 3                | Rockets de Houston        | 57               | 25               | 69.5             |
| 4                | Lakers de Los Angeles     | 56               | 26               | 68.3             |
| 5                | Trail Blazers de Portland | 49               | 33               | 59.8             |
| 6                | Timberwolves du Minnesota | 40               | 42               | 48.8             |
| 7                | Suns de Phoenix           | 40               | 42               | 48.8             |
| 8                | Clippers de Los Angeles   | 36               | 46               | 43.9             |
|                  |                           |                  |                  |                  |
| 9                | Kings de Sacramento       | 34               | 48               | 41.5             |
| 10               | Warriors de Golden State  | 30               | 52               | 36.6             |
| 11               | Mavericks de Dallas       | 24               | 58               | 29.3             |
| 12               | Nuggets de Denver         | 21               | 61               | 25.6             |
| 13               | Spurs de San Antonio      | 20               | 62               | 24.4             |
| 14               | Grizzlies de Vancouver    | 14               | 68               | 17.1             |

C - Champions NBA

### Tableau des playoffs
|  | 1er tour         | 1er tour                  | 1er tour               |   |                        | Demi-finales de Conférence | Demi-finales de Conférence | Demi-finales de Conférence |  |   | Finales de Conférence | Finales de Conférence | Finales de Conférence |  |    | Finales NBA      | Finales NBA | Finales NBA |
|  |                  |                           |                        |   |                        |                            |                            |                            |  |   |                       |                       |                       |  |    |                  |             |             |
|  | 1                | Bulls de Chicago          | 3                      |   |                        |                            |                            |                            |  |   |                       |                       |                       |  |    |                  |             |             |
|  | 8                | Washington Bullets        | 0                      |   |                        |                            |                            |                            |  |   |                       |                       |                       |  |    |                  |             |             |
|  | 8                | Washington Bullets        | 0                      |   | 1                      | Bulls de Chicago           | 4                          |                            |  |   |                       |                       |                       |  |    |                  |             |             |
|  |                  |                           |                        |   | 1                      | Bulls de Chicago           | 4                          |                            |  |   |                       |                       |                       |  |    |                  |             |             |
|  |                  | 4                         | Hawks d'Atlanta        | 1 |                        |                            |                            |                            |  |   |                       |                       |                       |  |    |                  |             |             |
|  | 4                | 4                         | Hawks d'Atlanta        | 1 | Hawks d'Atlanta        | 3                          |                            |                            |  |   |                       |                       |                       |  |    |                  |             |             |
|  | 4                |                           |                        |   | Hawks d'Atlanta        | 3                          |                            |                            |  |   |                       |                       |                       |  |    |                  |             |             |
|  | 5                | Pistons de Détroit        | 2                      |   |                        |                            |                            |                            |  |   |                       |                       |                       |  |    |                  |             |             |
|  | 5                | Pistons de Détroit        | 2                      |   |                        |                            |                            |                            |  | 1 | Bulls de Chicago      | 4                     |                       |  |    |                  |             |             |
|  | Conférence Est   |                           |                        |   |                        |                            |                            |                            |  | 1 | Bulls de Chicago      | 4                     |                       |  |    |                  |             |             |
|  |                  | 2                         | Heat de Miami          | 1 |                        |                            |                            |                            |  |   |                       |                       |                       |  |    |                  |             |             |
|  | 3                | 2                         | Heat de Miami          | 1 | Knicks de New York     | 3                          |                            |                            |  |   |                       |                       |                       |  |    |                  |             |             |
|  | 3                |                           |                        |   | Knicks de New York     | 3                          |                            |                            |  |   |                       |                       |                       |  |    |                  |             |             |
|  | 6                | Charlotte Hornets         | 0                      |   |                        |                            |                            |                            |  |   |                       |                       |                       |  |    |                  |             |             |
|  | 6                | Charlotte Hornets         | 0                      |   | 3                      | Knicks de New York         | 3                          |                            |  |   |                       |                       |                       |  |    |                  |             |             |
|  |                  |                           |                        |   | 3                      | Knicks de New York         | 3                          |                            |  |   |                       |                       |                       |  |    |                  |             |             |
|  |                  | 2                         | Heat de Miami          | 4 |                        |                            |                            |                            |  |   |                       |                       |                       |  |    |                  |             |             |
|  | 2                | 2                         | Heat de Miami          | 4 | Heat de Miami          | 3                          |                            |                            |  |   |                       |                       |                       |  |    |                  |             |             |
|  | 2                |                           |                        |   | Heat de Miami          | 3                          |                            |                            |  |   |                       |                       |                       |  |    |                  |             |             |
|  | 7                | Magic d'Orlando           | 2                      |   |                        |                            |                            |                            |  |   |                       |                       |                       |  |    |                  |             |             |
|  | 7                | Magic d'Orlando           | 2                      |   |                        |                            |                            |                            |  |   |                       |                       |                       |  | E1 | Bulls de Chicago | 4           |             |
|  |                  |                           |                        |   |                        |                            |                            |                            |  |   |                       |                       |                       |  | E1 | Bulls de Chicago | 4           |             |
|  |                  | O1                        | Jazz de l'Utah         | 2 |                        |                            |                            |                            |  |   |                       |                       |                       |  |    |                  |             |             |
|  | 1                | O1                        | Jazz de l'Utah         | 2 | Jazz de l'Utah         | 3                          |                            |                            |  |   |                       |                       |                       |  |    |                  |             |             |
|  | 1                |                           |                        |   | Jazz de l'Utah         | 3                          |                            |                            |  |   |                       |                       |                       |  |    |                  |             |             |
|  | 8                | Clippers de Los Angeles   | 0                      |   |                        |                            |                            |                            |  |   |                       |                       |                       |  |    |                  |             |             |
|  | 8                | Clippers de Los Angeles   | 0                      |   | 1                      | Jazz de l'Utah             | 4                          |                            |  |   |                       |                       |                       |  |    |                  |             |             |
|  |                  |                           |                        |   | 1                      | Jazz de l'Utah             | 4                          |                            |  |   |                       |                       |                       |  |    |                  |             |             |
|  |                  | 4                         | Lakers de Los Angeles  | 1 |                        |                            |                            |                            |  |   |                       |                       |                       |  |    |                  |             |             |
|  | 4                | 4                         | Lakers de Los Angeles  | 1 | Lakers de Los Angeles  | 3                          |                            |                            |  |   |                       |                       |                       |  |    |                  |             |             |
|  | 4                |                           |                        |   | Lakers de Los Angeles  | 3                          |                            |                            |  |   |                       |                       |                       |  |    |                  |             |             |
|  | 5                | Trail Blazers de Portland | 1                      |   |                        |                            |                            |                            |  |   |                       |                       |                       |  |    |                  |             |             |
|  | 5                | Trail Blazers de Portland | 1                      |   |                        |                            |                            |                            |  | 1 | Jazz de l'Utah        | 4                     |                       |  |    |                  |             |             |
|  | Conférence Ouest |                           |                        |   |                        |                            |                            |                            |  | 1 | Jazz de l'Utah        | 4                     |                       |  |    |                  |             |             |
|  |                  | 3                         | Rockets de Houston     | 2 |                        |                            |                            |                            |  |   |                       |                       |                       |  |    |                  |             |             |
|  | 3                | 3                         | Rockets de Houston     | 2 | Rockets de Houston     | 3                          |                            |                            |  |   |                       |                       |                       |  |    |                  |             |             |
|  | 3                |                           |                        |   | Rockets de Houston     | 3                          |                            |                            |  |   |                       |                       |                       |  |    |                  |             |             |
|  | 6                | Timberwolves du Minnesota | 0                      |   |                        |                            |                            |                            |  |   |                       |                       |                       |  |    |                  |             |             |
|  | 6                | Timberwolves du Minnesota | 0                      |   | 3                      | Rockets de Houston         | 4                          |                            |  |   |                       |                       |                       |  |    |                  |             |             |
|  |                  |                           |                        |   | 3                      | Rockets de Houston         | 4                          |                            |  |   |                       |                       |                       |  |    |                  |             |             |
|  |                  | 2                         | SuperSonics de Seattle | 3 |                        |                            |                            |                            |  |   |                       |                       |                       |  |    |                  |             |             |
|  | 2                | 2                         | SuperSonics de Seattle | 3 | SuperSonics de Seattle | 3                          |                            |                            |  |   |                       |                       |                       |  |    |                  |             |             |
|  | 2                |                           |                        |   | SuperSonics de Seattle | 3                          |                            |                            |  |   |                       |                       |                       |  |    |                  |             |             |
|  | 7                | Suns de Phoenix           | 2                      |   |                        |                            |                            |                            |  |   |                       |                       |                       |  |    |                  |             |             |

## Équipes

### Bulls de Chicago
| Effectif des Bulls de Chicago 1996-1997 |
| --- |
| 00 Robert Parish • 1 Randy Brown • 7 Toni Kukoč • 8 Dickey Simpkins • 9 Ron Harper • 13 Luc Longley • 18 Brian Williams • 23 Michael Jordan • 25 Steve Kerr • 30 Jud Buechler • 33 Scottie Pippen • 34 Bill Wennington • 35 Jason Caffey • 91 Dennis Rodman Entraîneur : Phil Jackson |

### Jazz de l'Utah
| Effectif du Jazz de l'Utah 1996-1997 |
| --- |
| 00 Greg Ostertag • 3 Bryon Russell • 10 Howard Eisley • 12 John Stockton • 14 Jeff Hornacek • 31 Adam Keefe • 32 Karl Malone • 34 Chris Morris • 40 Shandon Anderson • 43 Stephen Howard • 44 Greg Foster • 55 Antoine Carr Entraîneur : Jerry Sloan |

## Résumé de la finale NBA
| Match  | Date    | Équipe à l'extérieur | Résultat     | Équipe à domicile |
| ------ | ------- | -------------------- | ------------ | ----------------- |
| Game 1 | 1 juin  | Jazz de l'Utah       | 82–84 (0–1)  | Bulls de Chicago  |
| Game 2 | 4 juin  | Jazz de l'Utah       | 85–97 (0–2)  | Bulls de Chicago  |
| Game 3 | 6 juin  | Bulls de Chicago     | 93–104 (2–1) | Jazz de l'Utah    |
| Game 4 | 8 juin  | Bulls de Chicago     | 73–78 (2–2)  | Jazz de l'Utah    |
| Game 5 | 11 juin | Bulls de Chicago     | 90–88 (3–2)  | Jazz de l'Utah    |
| Game 6 | 13 juin | Jazz de l'Utah       | 86–90 (2–4)  | Bulls de Chicago  |

Le Game 5, mieux connu sous son nom de The Flu Game, est l'un des jeux les plus mémorables de Michael Jordan. Il est diagnostiqué au joueur un virus de l'estomac ou une intoxication alimentaire dans la nuit précédant le match, possiblement causé par une pizza, mettant en doute sa capacité à jouer. Toutefois, compte tenu de l'importance de l'enjeu, Jordan a joué le match affaibli mais avec réussite.

## Statistiques individuelles

### Bulls de Chicago
| Joueur         | MJ | MC | MPG  | FG%  | 3P%  | FT%   | RPG | APG | SPG | BPG | PPG  |
| -------------- | -- | -- | ---- | ---- | ---- | ----- | --- | --- | --- | --- | ---- |
| Randy Brown    | 5  | 0  | 4.8  | .200 | .000 | 1.000 | 0.2 | 0.2 | 0.2 | 0.2 | 0.8  |
| Jud Buechler   | 6  | 0  | 8.7  | .500 | .250 | .500  | 1.2 | 0.3 | 0.5 | 0.5 | 1.7  |
| Jason Caffey   | 5  | 0  | 3.4  | .000 | .000 | .000  | 0.4 | 0.2 | 0.0 | 0.0 | 0.0  |
| Bison Dele     | 6  | 0  | 20.2 | .472 | .000 | .538  | 3.3 | 0.8 | 1.0 | 0.2 | 6.8  |
| Ron Harper     | 6  | 6  | 27.0 | .344 | .273 | .667  | 4.5 | 2.3 | 1.0 | 1.0 | 4.8  |
| Michael Jordan | 6  | 6  | 42.7 | .456 | .320 | .764  | 7.0 | 6.0 | 1.2 | 0.8 | 32.3 |
| Steve Kerr     | 6  | 0  | 19.5 | .360 | .250 | 1.000 | 0.8 | 1.0 | 0.7 | 0.2 | 4.3  |
| Toni Kukoč     | 6  | 0  | 23.3 | .405 | .556 | .800  | 3.2 | 2.7 | 0.2 | 0.0 | 8.0  |
| Luc Longley    | 6  | 6  | 21.8 | .606 | .000 | .200  | 3.8 | 1.2 | 0.7 | 0.5 | 6.8  |
| Scottie Pippen | 6  | 6  | 42.8 | .421 | .375 | .778  | 8.3 | 3.5 | 1.7 | 1.8 | 20.0 |
| Dennis Rodman  | 6  | 6  | 27.2 | .250 | .167 | .375  | 7.7 | 1.5 | 0.7 | 0.2 | 2.3  |

### Jazz de l'Utah
| Joueur           | MJ | MC | MPG  | FG%  | 3P%  | FT%  | RPG  | APG | SPG | BPG | PPG  |
| ---------------- | -- | -- | ---- | ---- | ---- | ---- | ---- | --- | --- | --- | ---- |
| Shandon Anderson | 4  | 0  | 21.0 | .316 | .250 | .667 | 1.8  | 0.5 | 1.0 | 0.0 | 4.3  |
| Antoine Carr     | 6  | 0  | 9.8  | .409 | .000 | .000 | 1.7  | 0.8 | 0.0 | 0.0 | 3.0  |
| Howard Eisley    | 6  | 0  | 10.5 | .500 | .500 | .900 | 0.7  | 2.5 | 0.2 | 0.0 | 5.3  |
| Greg Foster      | 6  | 0  | 16.0 | .476 | .333 | .923 | 3.5  | 0.7 | 0.3 | 0.3 | 5.5  |
| Jeff Hornacek    | 6  | 6  | 34.3 | .379 | .375 | .846 | 3.5  | 2.2 | 0.7 | 0.0 | 12.0 |
| Adam Keefe       | 4  | 0  | 7.5  | .333 | .000 | .500 | 1.8  | 0.3 | 0.3 | 0.3 | 0.8  |
| Karl Malone      | 6  | 6  | 40.8 | .443 | .000 | .603 | 10.3 | 3.5 | 1.7 | 0.3 | 23.8 |
| Chris Morris     | 6  | 0  | 11.5 | .471 | .500 | .000 | 1.7  | 0.2 | 0.3 | 0.5 | 3.5  |
| Greg Ostertag    | 6  | 6  | 21.8 | .400 | .000 | .500 | 7.3  | 0.3 | 0.5 | 1.5 | 4.3  |
| Bryon Russell    | 6  | 6  | 38.7 | .390 | .441 | .875 | 5.8  | 0.7 | 0.8 | 0.2 | 11.3 |
| John Stockton    | 6  | 6  | 37.5 | .500 | .400 | .846 | 4.0  | 8.8 | 2.0 | 0.5 | 15.0 |